# Amicale Internationale KZ Neuengamme
L'Amicale Internationale KZ Neuengamme és una associació paraigua d'associacions de presoners i víctimes del nazisme i de llurs descendents. Va ser creada el 1958 a Brussel·les per associacions de presoners del Camp de concentració de Neuengamme de França, Bèlgica i Alemanya. Més tard s'hi van incorporar associacions de presos de Dinamarca, la República Democràtica Alemanya, Grècia, Iugoslàvia, els Països Baixos, Àustria, Polònia, Romania, la Unió Soviètica, Txecoslovàquia i Hongria.
L'associació va lluitar perquè l'antic camp és transformés en un lloc de memòria digne. De fet, el govern d'Hamburg de 1948 a 2006 hi havia instal·lat dues presons civils sense gaire respecte per al passat del lloc. Va trigar fins al 1965 per què s'hi inaugurés un primer plafó commemoratiu oficial. En l'actualitat, en morir els darreres víctimes, els seus descendents continuen l'acció de memòria i de sensibilització contra el feixisme.